# Просперо делла Ровере
Проспе́ро де́лла Рове́ре (також — Просперо Бонареллі делла Ровере; італ. Prospero Bonarelli della Rovere; *18 серпня 1580, — †9 березня 1659) — італійський письменник, поет, дипломат, молодший брат поета Гвідобальдо делла Ровере.

## Життєпис
Народився 18 серпня 1580 року в італійському місті Новеллара. Батько — граф П'єтро Бонареллі делла Ровере. Мати — Іполіта де Монтевеккіо. Мав старшого брата Гвідобальдо, який теж став драматургом.
Був при дворі у Феррарі, Модені, Флоренції та Відні, де служив ерцгерцогу Леопольду, братові імператора Фердинанда III.
Наприкінці життя оселився в Анконі, де заснував академію dei Caliginosi і був її незмінним президентом.
Помер 9 березня 1659 року у Анконі.
Син, П'єтро делла Ровере, також був драматургом. Його твори: «Poesie dramatiche» (Рим, 1655), «Poesie liriche» (Анкона, 1655) та «Discorsi academici» (Рим, 1658).

## Творчість
Головні твори:
- трагедії «Il Solimano» (Венеція, 1619) та «Il Medoro incoronato» (Рим, 1645)
- комедії у прозі «Gli Abbagli felici», «I Fuggitivi amanti» та «Lo Spedale» (Мачерата, 1646), «Melodrami da rappresentarsi in musica» (музичні драми, Анкона, 1647), трагікомічна пастораль «Imeneo» (Болонья, 1641), «Della fortuna d'Erosmando e Floridalba, ist o ria» (1642)